# 月球山脉列表
以下是已命名的月球山脉列表。
需要注意的是下面列出的高度来源并一致。在20世纪60年代，美国陆军测绘服务局使用的“相对高度”值为距月球中心1737.988公里；20世纪70年代，美国国防制图局使用的是1730公里；20世纪90年代发表的克莱门汀号地形数据使用的是1737.4公里。
另请注意，本列表也不全面的，没有列出月球上的最高处。克莱门汀号数据显示了月球上高低落差约18100米的区域，该最高点位于月球背面，大约比惠更斯山(通常被列为月球上最高的山)高出约6500米。

## 山丘
这些都是孤立的山丘或地块.
| 名称                | 纬度/经度                         | 直径      | 高度      | 名称来源                                 |
| ------------------- | --------------------------------- | --------- | --------- | ---------------------------------------- |
| 阿格妮丝山          | 18°40′N 5°20′E / 18.66°N 5.34°E   | 0.65 公里 | 0.03 公里 | 希腊女性名。                             |
| 安培山              | 19°19′N 3°43′W / 19.32°N 3.71°W   | 30 公里   | 3.0 公里  | 安德烈-馬里·安培，物理学家               |
| 安德烈山            | 5°11′N 120°34′E / 5.18°N 120.56°E | 10 公里   |           | 法國男性名                               |
| 阿尔达希尔山        | 5°02′N 121°02′E / 5.03°N 121.04°E | 8 公里    |           | 阿尔达希尔(Ardashir),波斯男性名          |
| 阿尔加山            | 19°20′N 29°01′E / 19.33°N 29.01°E | 50 公里   |           | 小亚细亚埃尔吉耶斯山                     |
| 勃朗峰              | 45°25′N 0°26′E / 45.41°N 0.44°E   | 25 公里   | 3.6 公里  | 阿尔卑斯山脉的勃朗峰                     |
| 布拉德利山          | 21°44′N 0°23′E / 21.73°N 0.38°E   | 30 公里   | 4.2 公里  | 詹姆斯·布拉德雷,天文学家                 |
| 德利尔山            | 29°25′N 35°47′W / 29.42°N 35.79°W | 30 公里   |           | 取名自附近的德利尔撞擊坑                 |
| 迪特山              | 5°00′N 120°18′E / 5.00°N 120.30°E | 20 公里   |           | 德國男性名                               |
| 迪利普山            | 5°35′N 120°52′E / 5.58°N 120.87°E | 2 公里    |           | 印度男性名                               |
| 伊萨姆山            | 14°37′N 35°43′E / 14.61°N 35.71°E | 8 公里    |           | 阿拉伯男性名                             |
| 加瑙山              | 4°47′N 120°35′E / 4.79°N 120.59°E | 14 公里   |           | 非洲男性名                               |
| 格罗特胡森·德尔塔山 | 36°04′N 39°35′W / 36.07°N 39.59°W | 20 公里   |           | 取名自附近的格罗特胡森陨石坑             |
| 格罗特胡森·伽玛山   | 36°34′N 40°43′W / 36.56°N 40.72°W | 20 公里   |           | 取名自附近的格罗特胡森陨石坑             |
| 哈德利山            | 26°41′N 4°07′E / 26.69°N 4.12°E   | 25 公里   | 4.6 公里  | 約翰·哈德利,发明家                       |
| 哈德利·德尔塔山     | 25°43′N 3°43′E / 25.72°N 3.71°E   | 15 公里   | 3.5 公里  | 取名自哈德利山                           |
| 汉斯廷山            | 12°11′S 50°13′W / 12.19°S 50.21°W | 30 公里   |           | 取名自附近的汉斯廷陨石坑                 |
| 希罗多德山          | 27°30′N 52°56′W / 27.50°N 52.94°W | 5 公里    |           | 取名自附近的希罗多德陨石坑               |
| 惠更斯山            | 19°55′N 2°52′W / 19.92°N 2.86°W   | 40 公里   | 4.7 公里  | 克里斯蒂安·惠更斯,天文学家               |
| 拉西尔山            | 27°40′N 25°31′W / 27.66°N 25.51°W | 25 公里   | 1.5 公里  | 菲利普·德·拉西尔,天文学家                |
| 马拉尔第山          | 20°20′N 35°30′E / 20.34°N 35.50°E | 15 公里   | 1.3 公里  | 取名自附近的马拉尔第陨石坑               |
| 莫罗山              | 11°50′S 19°50′W / 11.84°S 19.84°W | 10 公里   |           | 安东尼奥·拉扎罗·莫罗,地球科学家          |
| 彭克山              | 10°00′S 21°44′E / 10.0°S 21.74°E  | 30 公里   | 4.0 公里  | 阿尔布雷希特·彭克,地质学家               |
| 皮科山              | 45°49′N 8°52′W / 45.82°N 8.87°W   | 25 公里   | 2. 公里   | 西班牙語的高峰                           |
| 皮通山              | 40°43′N 0°55′W / 40.72°N 0.92°W   | 25 公里   | 2.3 公里  | “El Pitón”，特內里費島泰德峰。           |
| 吕姆克山            | 40°46′N 58°23′W / 40.76°N 58.38°W | 70 公里   | 0.5 公里  | 卡尔·路得维希·克里斯蒂安·吕姆克,天文学家 |
| 乌索夫山            | 11°55′N 63°16′E / 11.91°N 63.26°E | 15 公里   |           | 米哈伊尔·安东诺维奇·乌索夫,地理学家      |
| 维诺格拉多夫山      | 22°21′N 32°31′W / 22.35°N 32.52°W | 25 公里   | 1.4 公里  | 亚历山大·帕夫洛维奇·维诺格拉多夫,化学家  |
| 維特魯威山          | 19°20′N 30°44′E / 19.33°N 30.74°E | 15 公里   | 2.3 公里  | 取名自附近的維特魯威陨石坑               |
| 沃尔夫山            | 16°53′N 6°48′W / 16.88°N 6.80°W   | 35 公里   | 3.5 公里  | 克里斯提安·沃爾夫男爵,哲学家             |

## 山脉
| 名称             | 纬度/经度                         | 直径     | 名称来源                             |
| ---------------- | --------------------------------- | -------- | ------------------------------------ |
| 阿格里科拉山脉   | 29°04′N 54°04′W / 29.06°N 54.07°W | 141 公里 | 格奧爾格·阿格里科拉地质学家          |
| 阿尔卑斯山脉     | 48°22′N 0°35′W / 48.36°N 0.58°W   | 281 公里 | 欧洲阿尔卑斯山脉                     |
| 亚平宁山脉       | 19°52′N 0°02′W / 19.87°N 0.03°W   | 401 公里 | 意大利亚平宁山脉                     |
| 阿基米德山脉     | 25°23′N 5°15′W / 25.39°N 5.25°W   | 163 公里 | 取名自附近的阿基米德陨石坑           |
| 喀尔巴阡山脉     | 14°34′N 23°37′W / 14.57°N 23.62°W | 361 公里 | 欧洲喀尔巴阡山脉                     |
| 高加索山脉       | 37°31′N 9°56′E / 37.52°N 9.93°E   | 445 公里 | 欧洲高加索山脉                       |
| 科迪勒拉山脉     | 17°30′S 79°30′W / 17.5°S 79.5°W   | 574 km   | 西班牙语的山脉                       |
| 海玛斯山脉       | 17°07′N 12°02′E / 17.11°N 12.03°E | 560 公里 | 希腊语的巴尔干山脉                   |
| 哈宾杰山脉       | 26°53′N 41°17′W / 26.89°N 41.29°W | 90 公里  | 阿里斯塔克斯陨石坑的黎明预告         |
| 侏罗山脉         | 47°29′N 36°07′W / 47.49°N 36.11°W | 422 公里 | 欧洲侏罗山脉                         |
| 比利牛斯山脉     | 14°03′S 41°31′E / 14.05°S 41.51°E | 164 公里 | 欧洲比利牛斯山脉                     |
| 直列山脉         | 48°18′N 19°43′W / 48.3°N 19.72°W  | 90 公里  | 拉丁语笔直的山脉                     |
| 里菲山脉         | 7°29′S 27°36′W / 7.48°S 27.60°W   | 189 公里 | 俄罗斯乌拉尔山脉的希腊名称           |
| 鲁克山脉         | 20°36′S 82°30′W / 20.6°S 82.5°W   | 791 公里 | 劳伦斯·鲁克,天文学家                 |
| 塞奇山脉         | 2°43′N 43°10′E / 2.72°N 43.17°E   | 50 公里  | 取名自附近的塞奇陨石坑               |
| 斯匹次卑尔根山脉 | 34°28′N 5°13′W / 34.47°N 5.21°W   | 60 公里  | 德语峻峭的山脉并类似斯匹次卑尔根群岛 |
| 金牛山脉         | 27°19′N 40°20′E / 27.32°N 40.34°E | 172 公里 | 小亚细亚的托魯斯山脉                 |
| 特內里费山脉     | 47°53′N 13°11′W / 47.89°N 13.19°W | 182 公里 | 特內里費島                           |

## 备注
1. ↑  原名欧拉山

## 另请参阅
- 月球山脉高度列表
- 月球表面特徵列表
- 月球環形山列表
- 月海列表
- 月谷列表
- 山脉列表
- 太阳系最高山峰列表